# 马允武
马允武（1911年—），江苏青浦人。中华人民共和国政治人物。

## 生平
中国民主建国会会员。1935年毕业于上海沪江大学。曾在上海暨南大学实验中学、新华中学任教师。1940年至1958年，先后在四川宜宾、重庆天原化工厂任技术员、技师、工务处长、主任工程师、厂长。1958年至1973年，任重庆天然气化工研究所工程师。1973年后，任四川维尼伦厂建设指挥部副总工程师、总工程师。1981年，由重庆市科委授予高级工程师。1988年，由中国石化总公司，确定为教授级高级工程师，1990年由中国石化总公司授予有突出贡献的科技管理专家。